# الک پوینت، آلبرتا
الک پوینت، آلبرتا (به انگلیسی: Elk Point, Alberta) یک منطقهٔ مسکونی در کانادا است که در آلبرتا واقع شده‌است. الک پوینت ۱٬۴۵۲ نفر جمعیت دارد و ۵۹۸ متر بالاتر از سطح دریا واقع شده‌است.